# Општина Блажани (Бузау)
Блажани (рум. Blăjani) општина је у Румунији у округу Бузау.
Oпштина се налази на надморској висини од 394 m.